# Рода
Рода или Роза в древногръцката митология е океанида. Най-възрастната дъщеря на Океан и Тетия. Според други версии е дъщеря на Посейдон от нимфата Халия или от Амфитрита.
Рода била жена на бога на слънцето Хелиос и му родила 7 сина и една дъщеря – Електра. На нея е кръстен остров Родос, на когото тя била закрилница. Там е и центърът на нейния култ.
- Рода е и името на една от данайдите. Жени се за сина на Египет – Иполит. Също като другите си 48 сестри, по поръчение на баща си, след сватбата убива мъжа си.[1]